# Arifur Rahman
Arifur Rahman (né le 8 août 1984) est un dessinateur politique, illustrateur et animateur bangladais-norvégien. Caricaturiste autodidacte, il est reconnu pour sa contribution aux dessins animés, tant sur Internet que dans la presse écrite. Au Bangladesh, il est surtout connu sous le nom de "Le caricaturiste Arif" pour ses caricatures anti-corruption. Il a remporté de nombreux prix pour ses caricatures sur la lutte contre la corruption de Transparency International Bangladesh et du Daily Star. Il a été le premier et l'ancien caricaturiste invité du Réseau international des villes de réfugiés (ICORN),. Il est éditeur du magazine de dessins animés Toons Mag et organisateur de concours et d'expositions de dessins animés internationaux.

## Biographie

### Petite enfance
Arifur Rahman est né dans un petit village appelé Tetiar Kanda à Shahjadpur, Sirajganj, Bangladesh. Quand Arifur Rahman était à la maternelle, le père d'Arif a quitté sa femme et ses enfants et s'est remarié. Les parents d'Arif ont divorcé par la suite et sa mère est retournée dans le village de sa famille, emmenant Arif et sa sœur. Ils étaient fauchés et sa mère était déprimée. Tout ce qu'elle devait hériter de son père avait déjà été donné à son mari en dot, donc elle n'avait rien pour vivre. Arif, avec sa mère et sa sœur, vivaient dans une chambre avec leur grand-mère.

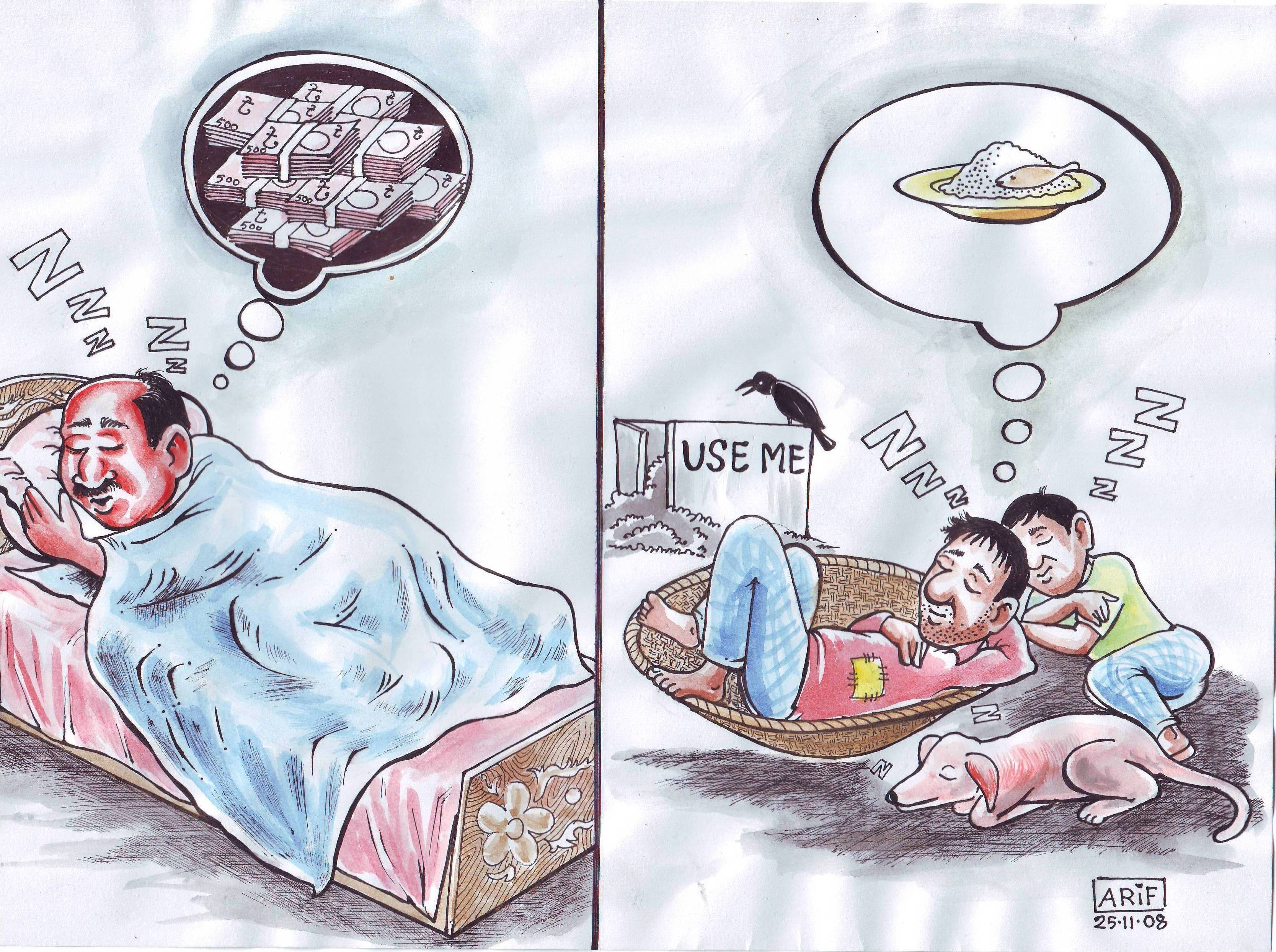
Dors et rêve. Cette caricature décrit la différence entre les pauvres et les plus riches, et la différence entre leurs rêves et leurs objectifs. Une des premières caricatures d’Arifur Rahman de 2008.

Arif et sa famille ont lutté pour l'argent. Sa mère a commencé à élever des poulets pour avoir de l'argent de poche. Ses oncles et ses tantes l'aidaient en offrant en cadeau des chèvres et des moutons à la mère d'Arif et il s'occupait du bétail à son retour de l'école. Arif fréquentait une école de village à l'époque, qui était loin de la maison de son grand-père. Arif devait marcher un long chemin pour aller à l'école tous les jours. Chaque jour, il dessine des dessins animés et les envoie aux journaux pour publication. C'est ainsi qu'il s'est fait un nom en tant que caricaturiste.

### Éducation
Il a étudié à la fois au Bangladesh et en Norvège.
- 2001-2006, Arifur Rahman étudie pour un baccalauréat ès arts à l'université nationale du Bangladesh.
- 2012-13 a étudié les arts visuels à la Nansen Academy, Lillehammer, en Norvège.
- 2014-2016 a étudié la 3D et l'animation au Kristiania University College, à Oslo, en Norvège.

## Carrière

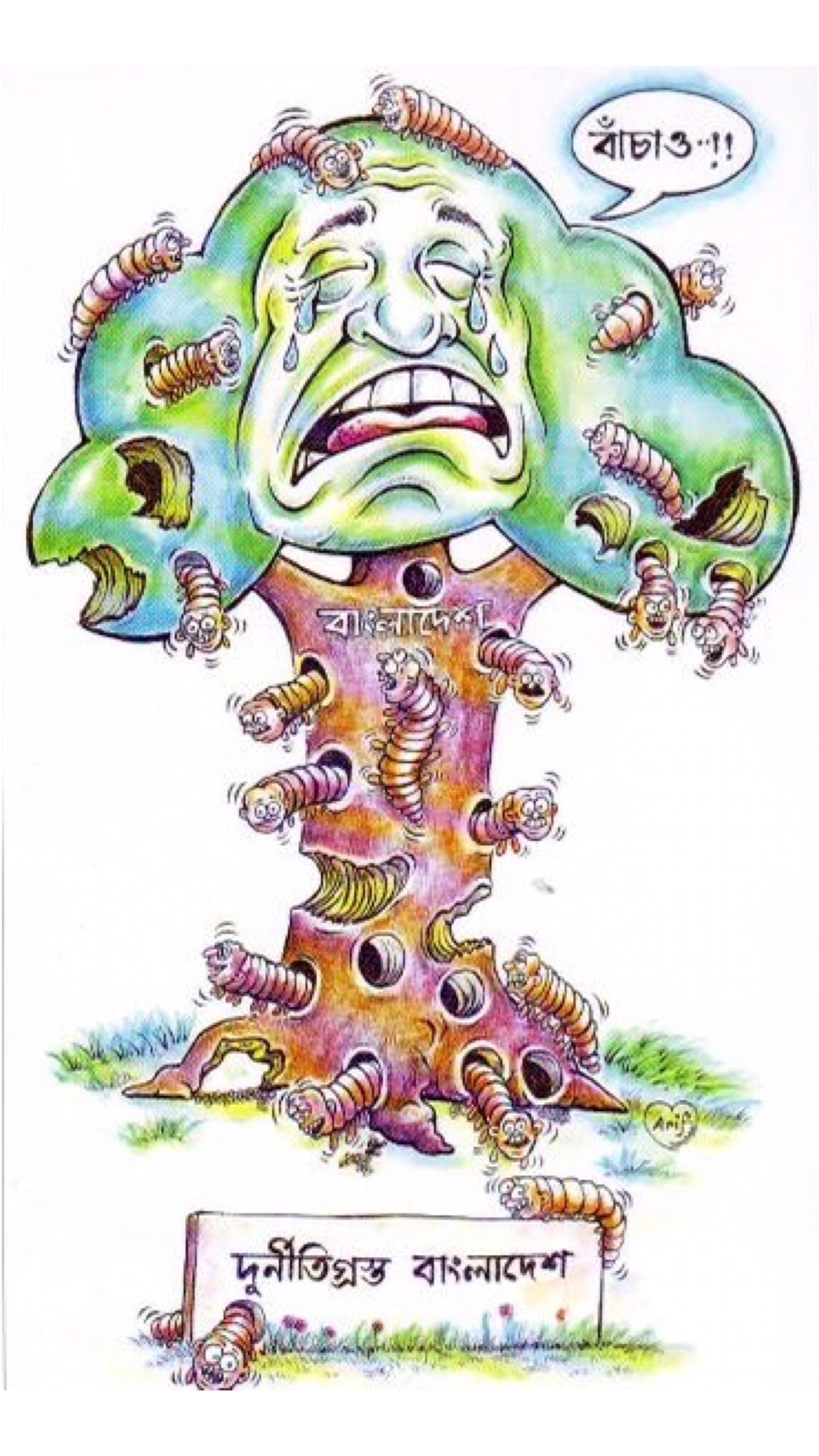
Caricature primée contre la corruption, caricature Arifur Rahman sur la corruption au Bangladesh 2006.

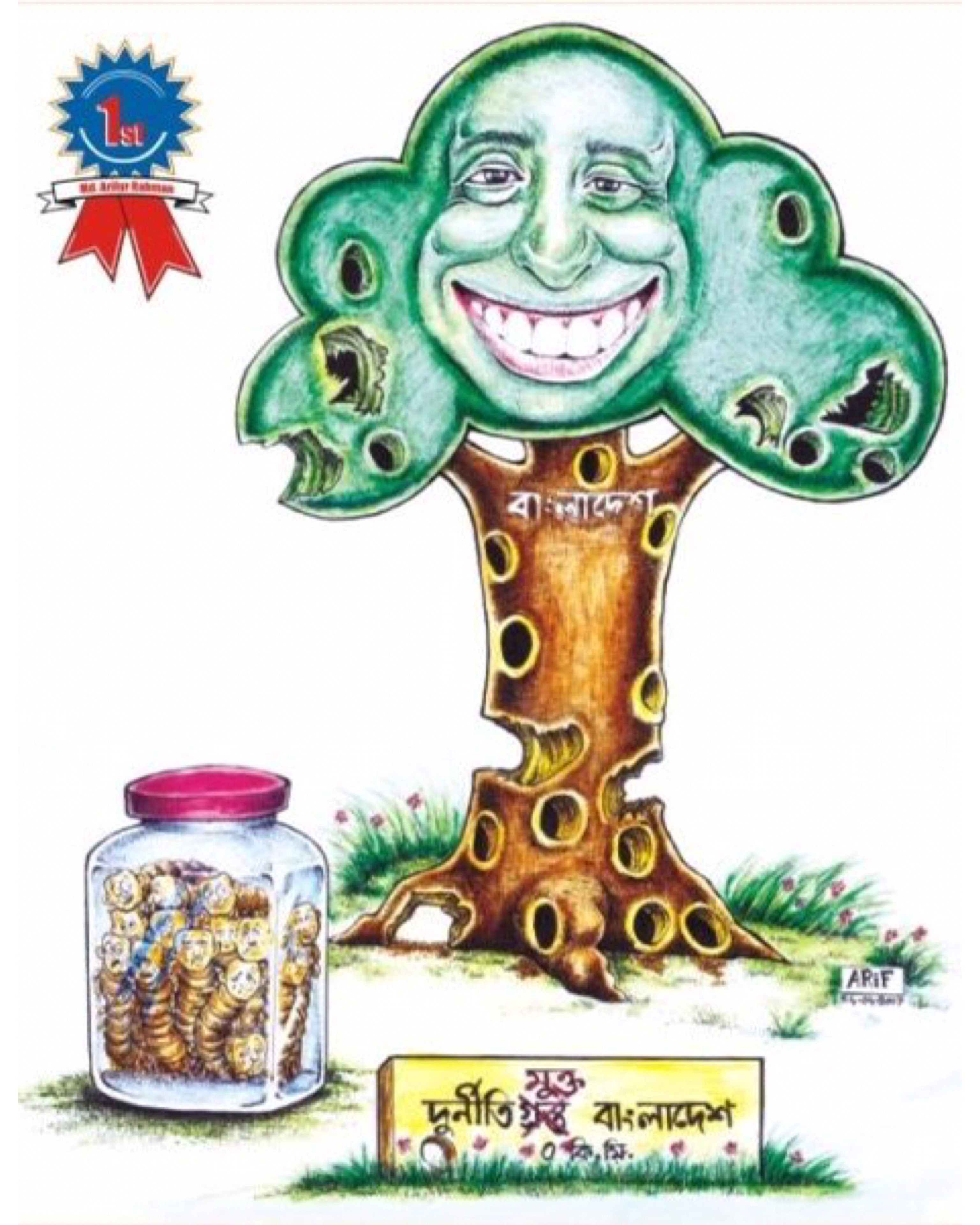
Caricature anti-corruption primée sur le Bangladesh 2007, caricature d'Arifur Rahman.

### Caricature au Bangladesh
Au Bangladesh, il était connu sous le nom de "Le caricaturiste Arif". En avril 2004, la caricature d'Arif a été publiée dans le magazine satirique Bicchu du Daily Jugantor. Depuis, il dessine des caricatures politiques satiriques et des bandes dessinées au lieu de peintures. Il dessinait tous les jours et envoyait son travail aux journaux. Presque tous les quotidiens du Bangladesh publiaient régulièrement ses caricatures à l'époque. Entre 2004 et 2007, il a dessiné un grand nombre de caricatures pour divers journaux bangladais, tels que The Daily Jugantar, Bhorer Kagoj, Samakal, Jaijaidin, Amar Desh, Ittefaq et Prothom Alo. Il a été remarqué par les gens et connu sous le nom de " Le caricaturiste Arif " autour du Bangladesh.
En 2005, Arifur Rahman a remporté le troisième prix d'un concours intitulé Pin Hunt, organisé par Alpin, le périodique du Daily Prothom Alo, et le troisième prix du concours de dessins animés anti-corruption organisé par Transparency International Bangladesh (TIB) en 2006, ainsi que le premier prix de ce concours organisé par The Daily Star en 2007, et la même année, le Daily Prothom Alo le chargeait du dessinateur de cartoon.

## La controverse sur les caricatures au Bangladesh
Les caricatures d'Arifur Rahman ont été régulièrement publiées dans le supplément hebdomadaire satirique du Daily Prothom Alo, Alpin, mais celle publiée dans l'édition du 17 septembre 2007 a suscité beaucoup de controverse,,. La bande dessinée présente une conversation entre un petit garçon et un homme plus âgé. La caricature apparemment drôle et inoffensive a blessé un groupe de sentiments religieux islamiques et Arif a été poursuivi en justice pour sa caricature. Certaines personnes dirigées par des influenceurs religieux acclamés ont choisi d'appeler à une grève nationale au Bangladesh à la suite de l'incident. Alpin a été suspendu et le rédacteur en chef, Sumanta Alam, a été licencié, avec effet immédiat. Le rédacteur en chef du Daily Prothom Alo, Matiur Rahman a promis de ne plus jamais publier la caricature d'Arifur Rahman dans son journal,,. Enfin, Arif a été arrêté à sa résidence de Dhaka le 18 septembre 2007. Il a été arrêté pour être un "traître" et pour avoir "blessé les sentiments religieux" en vertu de la loi sur le blasphème et l'état d'urgence du Bangladesh.

### Le procès en vertu de la loi sur le blasphème
Emprisonné le 18 septembre 2007, Arifur Rahman est resté six mois et deux jours en prison. Pendant son séjour en prison, Arif a eu le cœur brisé et s'est senti très impuissant,. Il se sentait lésé par son peuple et le pays. Il décida, assis derrière les barreaux, de créer une plate-forme pour les artistes et les amateurs d'art où ils pourraient exprimer leur talent et apprécier l'art en pleine conscience, sans aucune limite ou sans crainte d'être mal compris, jugé à tort ou censuré.
Le 4 février 2008, la Haute Cour a déclaré la détention d'Arif illégale, a abandonné toutes les accusations portées contre lui et a ordonné sa libération immédiate. Mais il n'a pas été libéré tout de suite. Il a finalement été libéré le 20 mars 2008,, mais la lutte s'est poursuivie pour Arif, car il avait du mal à poursuivre ses rêves de dessin animé comme il le faisait auparavant. Il n'a même pas pu poursuivre ses études en raison du scandale car les universités ne voulaient pas l'admettre en raison de son passé controversé. En 2009, une autre plainte a été déposée contre lui devant un tribunal de Jessore, Khulna, pour la même caricature publiée en 2007. Le tribunal de Jessore l'a condamné à deux mois de réclusion criminelle et à une amende de 500 Taka bangladais, soit sept autres jours de prison pour impiété.
De nombreux journaux bangladais ont refusé de publier d'autres caricatures d'Arif, mais certains d'entre eux, comme le Daily Ittefaq et le Daily Prothom Alo, ont toutefois accepté de les publier sous un pseudonyme. Arif était découragé par cette tournure des événements et il avait tout à fait le droit de se sentir ainsi. Son désir de créer une plate-forme de caricature incensurable ne fait que se renforcer avec ces incidents désagréables qui attisent l'incendie.
En 2010, le gouvernement norvégien a volontairement accordé l'asile politique à Arif car sa vie s'est arrêtée au Bangladesh et sa vie était constamment menacée. Arif voulait rester dans sa patrie bien-aimée, mais aucune porte ne lui était ouverte pour y rester, comme il a été étiqueté par son scandale de 2007. Arif craignait aussi pour sa vie, une menace après l'autre, qui ne cessait de prendre toutes sortes de formes. Il n'avait pas d'autre choix que d'émigrer en Norvège le 30 novembre 2010 et d'y commencer une nouvelle vie pour lui et ses ambitions. Il ne pourra plus jamais entrer dans son Bangladesh bien-aimé sans être poursuivi en justice,.

## Caricatures en Norvège
En Norvège, ses caricatures ont été publiées dans divers journaux et magazines, tels qu'Akershus Amtstidende, Ny Tid, Syn og Segn, Samtiden, Aftenposten, Østlandposten, Østlands-Posten, Bladet Vesterålen, Avisa Nordland, Glåmdalen, Stavanger Aftenblad et Melding til Stortinget du Ministère des Affaires étrangères (Norvège),,,,,.

### Attaque contre l'exposition de dessins animés
Le 1er mars 2017, Arifur Rahman a eu une exposition à Drøbak, où de nouveaux réfugiés syriens sont apparus sur le lieu de l'exposition avant son ouverture et ont pris deux de ses dessins. L'un des dessins était de 2007 du Bangladesh et un autre était une critique du système éducatif, "Madrasa Education System" au Bangladesh,,,,,.

## Plateforme média et publication en ligne
Arifur Rahman a fondé Toons Mag le 1er novembre 2009. L'ambition d'Arifur Rahman était de créer une plateforme permettant aux artistes du monde entier de s'exprimer sans jamais se soucier d'être enfermés par les autres. Toons Mag était tout ce dont Arif avait rêvé et plus encore. Aujourd'hui encore, Toons Mag promeut la "liberté d'expression" et encourage les caricaturistes du monde entier à y contribuer pour enrichir leur expertise en caricature. Depuis 2015, elle organise également le Concours international de dessins animés et l'Exposition internationale de dessins animés chaque année et ses lieux de diffusion sont dispersés en Europe et en Asie. Des centaines de caricaturistes du monde entier participent au concours et les œuvres sélectionnées sont exposées dans des lieux choisis chaque année. Jusqu'à présent, il a organisé des expositions dans plus de quarante lieux à travers le monde. Toons Mag est édité exclusivement par Arifur Rahman et reste un défenseur indomptable de la liberté d'expression. Des caricaturistes et des écrivains du monde entier contribuent volontiers à Toons Mag pour mettre en valeur leur talent et réaliser leur potentiel.
En 2015, Toons Mag a été nommé pour le Best of Online Activism (Le meilleur de l'activisme en ligne) par The BOBs (Best of the Blogs : Le meilleur des blogs), parrainé par la Deutsche Welle et l'a remporté avec un nombre de voix à son actif. Toons Mag décerne également chaque année la médaille du caricaturiste de l'année pour sa contribution exceptionnelle aux dessins animés depuis 2016. Arifur Rahman est à l'origine de l'excellence de Toons Mag et il est devenu le miroir de ce que son fondateur a à cœur.

## Expositions
Depuis 2000 jusqu'à aujourd'hui, ses œuvres d'art et ses caricatures ont été exposées dans plus de 40 endroits, notamment au Bangladesh, en Inde, au Népal, en Norvège, en Suède, au Maroc, en Turquie, en France, en Croatie, en Slovaquie et aux États-Unis,,,,,,,,,,.

## Les enfants dans la guerre
Il a organisé de nombreux concours et expositions internationaux de dessins animés via le Toons Mag pour défendre les droits des enfants, les droits des femmes, la liberté d'expression et l'égalité des sexes.

### Les enfants dans la guerre
En 2015, il a organisé l'Exposition internationale de dessins animés "Les enfants dans la guerre" pour mettre l'accent sur les souffrances des enfants dans les zones de guerre et de conflit, comme en Syrie, au Yémen, en Afghanistan et en Iraq. Cent vingt-huit caricaturistes ont participé dans 51 pays différents. Le 10 septembre 2015, l'exposition a été inaugurée par Mgr Atle Sommerfeldt à la Galerie du caricaturiste norvégien (Avistegnernes Hus), Drøbak. Il s'agissait d'une exposition émouvante qui a été présentée à Oslo, Nesodden, Bergen, Stavanger, Haugesund, Kristiansand en Norvège et Norrköping, en Suède. L'événement a été soutenu par The Norwegian Cartoonist Gallery et Fritt Ord,.

### Droits de la femme
Pour attirer l'attention du monde entier sur les droits de la femme, le concours de dessins animés a été organisé par Arifur Rahman et Toons Mag. 567 caricaturistes de 79 pays différents ont participé avec 1 625 dessins, et 12 caricaturistes ont remporté le prix sur 567 caricaturistes. Une sélection a été représentée dans les expositions sur les droits de la femme, qui ont ouvert leurs portes à Drøbak, Bangalore et Uttar Pradesh le 8 mars 2016, Journée internationale de la femme,. Les dessins présentés dans les expositions traitent des droits des femmes ainsi que des limites de ces derniers, du manque d'éducation, des mariages forcés, des mutilations génitales féminines, de la violence, de la discrimination, de la protection juridique et du travail. Le 10 décembre 2016, il a été exposé dans la galerie Brain Sneezing Gallery du Prešov Wave Club, en Slovaquie,.

### La liberté d'expression
Cette exposition a été organisée pour soutenir la liberté d'expression. Cinq cent dix-huit caricaturistes de 83 pays y ont participé, en soumettant 1 556 caricatures, et 12 d'entre eux ont remporté le prix sur 518 caricaturistes. L'exposition a été inaugurée dans trois pays, la Norvège, l'Inde et la Slovaquie. Per Edgard Kokkvold, écrivain et ancien rédacteur en chef du journal, a inauguré l'exposition à Drøbak. À Lillehammer, le musicien norvégien Moddi Knutsen a inauguré l'exposition et le dessinateur politique norvégien Roar Hagen a annoncé le lauréat. Il a également été exposé à la Kýchanie Mozgu - Brain Sneezing gallery, Prešov, et Košice, Slovaquie, ainsi qu'à l'ambassade de Slovaquie à Oslo, en Norvège. Plus tard, il a été exposé à Eidsvoll, en Norvège. L'événement a été soutenu par la Galerie norvégienne des caricaturistes, Fritt Ord, le Festival norvégien de littérature de Lillehammer, Brain Sneezing Gallery, Prešov et l'Indian Institute of Cartoonist,.

## Récompenses et réalisations
- En 2005, Arifur Rahman a remporté le troisième prix de la chasse aux épingles organisée par le périodique The Daily Prothom Alo, Alpin.
- En 2006, il remporte le troisième prix du concours de bandes dessinées anti-corruption organisé par Transparency International Bangladesh (TIB).
- En 2007, il remporte le premier prix du concours de dessins animés anti-corruption organisé par le Daily Star[8],[2].
- En 2008, il a remporté un prix spécial au Concours de dessins animés anti-corruption organisé par Transparency International Bangladesh (TIB).
- En 2008, il remporte le prix spécial de la réalisation du Cartoonist Rights Network, International .
- En 2011, il a remporté le prix spécial du film d'animation Try.
- 2015, Arif a reçu le dessinateur Pedro Memorial Grant de la Fédération des artistes norvégiens[63].
- En 2015, le magazine en ligne Toons Mag, fondé et édité par lui, a remporté le prix Le meilleur des blogs parrainé par Deutsche Welle pour le meilleur de l'activisme en ligne[41],[64],[65].